# Johann Wilhelm Grüneberg
Johann Friedrich Wilhelm Grüneberg (* 1751 in Zerbst; † 21. August 1808 in Brandenburg an der Havel) war ein deutscher Orgelbauer.

## Leben
Er gehört zu einer aus der Region um Magdeburg stammenden und später in Pommern ansässigen Orgelbauerfamilie, die in Stettin und Greifswald Orgelbauwerkstätten betrieb. Sein Vater war der Orgelbauer Philipp Wilhelm Grüneberg.
Er arbeitete unter anderem bei Gottlieb Scholtze in Neuruppin, ließ sich aber 1775 in Brandenburg an der Havel nieder. Er baute fortan selbst Instrumente, die in der Tradition Joachim Wagners standen, zu dessen Schülern sein Mentor Scholtze gehörte.
Neben Scholtze und Ernst Julius Marx gilt er als bedeutendster märkischer Orgelbauer in der 2. Hälfte des 18. Jahrhunderts. Zu seinen Schülern zählte neben seinem Sohn Johann Carl Wilhelm Grüneberg auch sein Schwager Johann Simon Buchholz.
Grünebergs Wohn- und Werkstattgebäude, das 1723 errichtete „Freyhaus“, ist noch vollständig erhalten und befindet sich in der Hauptstraße in Brandenburg.
Johann Wilhelm Grüneberg war zweimal verheiratet. Am 25. Januar 1776 heiratete er die Tochter des Brandenburger Ratsmaurermeisters Johann Dahlbritz, Maria Dorothea Dahlbritz, die 1779 verstarb. Im selben Jahr heiratete er die Tochter des Brandenburger Buchbinders Johann Peter Anton Meier, Johanna Sophia Meier, mit der er einen Sohn hatte, Johann Carl Wilhelm Grüneberg (geb. 8. Januar 1781).

## Nachgewiesene Werke (Auswahl)
Er soll insgesamt elf Instrumente geschaffen haben:
| Jahr | Ort                      | Kirche                     | Bild                    | Manuale | Register | Bemerkungen |
| ---- | ------------------------ | -------------------------- | ----------------------- | ------- | -------- | --- |
| 1773 | Gohlitz                  | Dorfkirche                 | Grüneberg-Orgel Gohlitz | I/P     | 5        | erhalten, Positiv, erste bekannte Orgel, 1835 erweitert von Heise auf I/P, 6, 1980/82 und 1997/98 Restaurierung von Schuke auf I/5 |
| 1783 | Berlin-Spandau           | Reformierte Johanneskirche |                         | I/P     | 13       | 1902 in die Dorfkirche nach Bärenklau umgesetzt (die Spandauer Kirche wurde 1902 abgerissen). Nach der Umsetzung aus Berlin-Spandau wurden mehrere Register entfernt (I/P/10). 1917 wurden die zinnernen Prospektpfeifen zu Kriegszwecken beschlagnahmt und eingeschmolzen. 1928 reparierte Alexander Schuke die Orgel und baute neue Prospektpfeifen aus Zink ein. Ab 1991 wurde die Orgel in der Werkstatt der Firma Alexander Schuke Potsdam Orgelbau GmbH anhand in Spandau gefundener Orgelbauakten restauriert und in der Französischen Kirche in Potsdam aufgebaut (Bild). Ostern 2000 wurde die Orgel wieder bespielt. Die Orgel ist jetzt mit dreizehn Registern die größte der erhalten gebliebenen Instrumente dieses Orgelbauers. → Orgel |
| 1787 | Mittenwalde              | St.-Moritz-Kirche          |                         |         |          | Das Werk wurde um 1890 durch einen Neubau des W. Sauer Orgelbau Frankfurt (Oder) ersetzt, dieses 1959 durch einen Neubau von Hermann Eule Orgelbau Bautzen. Prospekt erhalten |
| 1793 | Brandenburg an der Havel | St. Johannis               |                         | I/P     | 15       | 1814 Verkauf und Umsetzung nach Plaue, 1845 Restaurierung durch Johann Friedrich Turley, 1912 Erweiterungsumbau durch Emil Heerwagen, 1984 Restaurierung durch Fahlberg Orgelbau; heute II/P/17; einige Register erhalten |
| 1794 | Saarmund                 | Dorfkirche                 |                         |         |          | 1840 ersetzt |
| 1798 | Magdeburg                | Sankt-Katharinen-Kirche    |                         |         |          | 1882 an die Bonhoeffer-Kirche (Friedrichsbrunn) verkauft, dort erneuert |
| 1798 | Genthin                  | St. Trinitatis             |                         |         |          | 1913 durch Wilhelm Rühlmann ersetzt; Prospekt erhalten |